# Mount Stephen, Antarktis
Mount Stephen är ett berg i Antarktis. Det ligger i Östantarktis. Nya Zeeland gör anspråk på området. Toppen på Mount Stephen är 810 meter över havet.
Terrängen runt Mount Stephen är huvudsakligen kuperad, men åt sydväst är den platt. Trakten är obefolkad. Det finns inga samhällen i närheten.